# Hugo Gernsback
Hugo Gernsback (16. srpna 1884, Lucemburk, Lucembursko – 19. srpna 1967, New York, USA) byl spisovatel a editor science fiction. Roku 1905 přicestoval z Lucemburska do Spojených států. Byl třikrát ženatý: s Rose Harveyovou v roce 1906, Dorothy Kantrowitzovou v 1921, a Mary Hancherovou roku 1951. V roce 1925, založil rádiovou stanici WRNY, byl zapojen do prvních televizních vysílání a byl radioamatérem. Zemřel v New Yorku.
Nejprve byl podnikatelem v oblasti elektrotechniky. Dovážel z Evropy do Ameriky součástky ke stavbě rádií a podpořil tak amatérský „bezdrát“. V roce 1909 založil „Wireless Association of America“, která měla během roku 10 000 členů. Rovněž založil první časopis věnovaný elektronice – Modern Electrics. Byl snílek a vynálezce. Na tomto poli neměl žádný komerční úspěch, v době své smrti však držel 80 patentů. Jako vizionář předpověděl plasty, nerezovou ocel, jukebox, magnetofon, solární energii, televizi a mnohé jiné.
Nejznámějším však je jeho přínos pro science fiction. V roce 1926 založil první magazín věnovaný fantastice – Amazing Stories. Hrál také klíčovou roli ve vytvoření fandomu, když zveřejňoval adresy lidí, kteří do časopisu posílali dopisy.
Science Fiction Achievement Award, cena udělovaná World Science Fiction Society každoročním hlasováním výjimečným pracím v rámci žánru, byla přejmenována na Hugo Award právě na jeho počest.
Gernsback byl ale také spisovatelem a je autorem několika prací, z nichž nejznámější je román Ralph 124C 41 + z roku 1911.